# Siergiej Nikulin
Siergiej Nikołajewicz Nikulin, rus. Сергей Николаевич Никулин (ur. 1 stycznia 1951 w Duszanbe, Tadżycka SRR) – rosyjski piłkarz, grający na pozycji środkowego obrońcy, reprezentant ZSRR, trener piłkarski.

## Kariera piłkarska

### Kariera klubowa
Wychowanek Szkoły Piłkarskiej Dinamo Moskwa. W 1969 rozpoczął karierę piłkarską w Dynamie, w którym występował przez 16 lat. W czerwcu 1984 przeniósł się do innego dynamowskiego zespołu Dinamo Kaszyra. Charakteryzował się jako "wytrwały, odważny, zdecydowany w walce o piłkę, zawsze działał z pełnym poświęceniem, jego silną cechą była osobista opieka rywali". W 1985 zakończył karierę piłkarską.

### Kariera reprezentacyjna
30 października 1974 debiutował w narodowej reprezentacji ZSRR w kwalifikacyjnym meczu do Euro-76 z Irlandią. Łącznie rozegrał 3 mecze. W 1975 i 1980 bronił barw olimpijskiej reprezentacji ZSRR, z którą zdobył brązowe medale Letnich Igrzysk Olimpijskich.

## Kariera trenerska
Po zakończeniu kariery zawodniczej rozpoczął pracę szkoleniową oraz administracyjną. W latach 1986–1987 trenował dzieci w SDJuSzOR Dinamo Moskwa. W kwietniu 1988 objął stanowisko dyrektora drugiego zespołu Dinama Moskwa, a w sierpniu 1990 pierwszego zespołu Dinama. Od marca 2005 kierował młodzieżową drużyną Akademii Piłkarskiej Dinamo Moskwa.

## Sukcesy i odznaczenia

### Sukcesy klubowe
- mistrz ZSRR: 1976 (w)
- brązowy medalista Mistrzostw ZSRR: 1973, 1975
- zdobywca Pucharu ZSRR: 1977
- finalista Pucharu ZSRR: 1979
- mistrz Spartakiady Narodów ZSRR: 1979.

### Sukcesy reprezentacyjne
- brązowy medalista Letnich Igrzysk Olimpijskich: 1980

### Sukcesy indywidualne
- 2-krotnie wybrany do listy 33 najlepszych piłkarzy ZSRR: Nr 3 (1974, 1975)

### Odznaczenia
- tytuł Mistrza Sportu ZSRR: 1976
- tytuł Mistrza Sportu Klasy Międzynarodowej: 1979